# César Concepción
Cayetano César Concepción Martínez (* 28. Juli 1909 in Cayey; † 11. März 1974 in Río Piedras) war ein puerto-ricanischer Trompeter, Arrangeur, Orchesterleiter und Komponist.

## Leben
Concepción erhielt ab dem zehnten Lebensjahr Trompetenunterricht bei Claudio Torres, der später Mitglied seines Orchesters wurde. Dreizehnjährig war er Mitglied einer Gruppe von Stummfilmmusikern am Teatro San Rafael. 1925 holte ihn der Pianist Augusto Rodríguez Amador in sein Orchester The Midnight Serenaders in San Juan. Nach der Auflösung des Orchesters 1932 schloss er sich Ralph Sánchez & His Symphonians an.
1935 ging er nach New York und wurde dort Mitglied im Orchester des Pianisten Eddie LeBaron. Mit diesem nahm er Stücke wie Por Corrientes va una conga von Ernesto Lecuona und eine Reihe von Stücken Eliseo Grenets unter dessen Leitung auf. 1940 trennte er sich von LeBaron und trat in Los Angeles im Trocaderos’s Club u. a. mit den Orchestern von Xavier Cugat, Enrique Madriguera, Don Maya, Carlos Molina, José Morand und Nano Rodrigo auf. Ab 1940 spielte er Aufnahmen in verschiedenen Besetzungen mit Pedro Flores ein.
1942 kehrte Concepción nach Puerto Rico zurück und schloss sich Armando Castro & His Jazz Band an. Für diese Gruppe komponierte er den Klassiker Jack, Jack, Jack / Cutúguru, der, gesungen von Juan Ramón Torres der erste Titel rein puerto-ricanischer Herkunft war, der 1945 in die US-amerikanische Hitparade aufgenommen wurde.
Ab 1945 war Concepción anderthalb Jahre am von Rafael Duchesne geleiteten Escambrón Beach Club engagiert. Am New Yorker Club gründete er ein eigenes Orchester (in der Erstbesetzung mit Juan Ramón Torres, Gesang; Luisito Benjamín, Klavier; Tony Di Ricci und Berto Torres, zweite bzw. dritte Trompete; Lito Peña, erstes Altsaxophon; José Torres, zweites Altsaxophon; Rubén Rivera, Tenorsaxophon; Juan Antonio Bajandas, Kontrabassist; Pepo Talavera, Jesús Cruz und Francisco Torres, Perkussion), das am 14. Juni 1947 zum ersten Mal im Wechsel mit dem Orchester Noro Morales’ in einer von Mariano Artau moderierten Sendung im WAPA Radio auftrat.
Das Orchester gewann durch die tägliche Teilnahme an der Sendung La ruleta musical mit Joe Valle als Sänger stark an Popularität. Ab 1954 war es das Orchester der Fernsehshow Coca-Cola busca estrellas beim Sender Telemundo/Canal 2, von 1963 bis 1966 das offizielle Orchester der von Tommy Muñiz produzierten El show del mediodía bei WAPA TV/CANAL 4. Daneben leitete Concepción in dieser Zeit Orchester im Caribe Hilton und im Hotel Flamboyán.
1968 löste er sein berühmtes Orchester auf und zog mit seiner Familie nach New York. Im Jahr 1972 kehrte er nach Puerto Rico zurück und gründete mit Joe Valle ein neues Orchester. Im März 1974 starb er in Río Piedra an den Folgen eines Herzinfarkts. 1983 gründete Nicolás Nogueras Cartagena aus ehemaligen Mitgliedern von Concepcións Orchester ein neues Orquesta César Concepción. Dieses trat bis 1997 am Hotel Caribe Hilton, danach auf anderen Bühnen mit den Sängern Freddy Gutierrez, Efrén Santiago, Edward Santiago, Aníbal Hernández, Dilores Escalera und gelegentlich Tato Díaz auf und nahm 2003 an einer Show im Centro de Bellas Artes in San Juan mit Iris Chacón teil.